# 모네 플랜

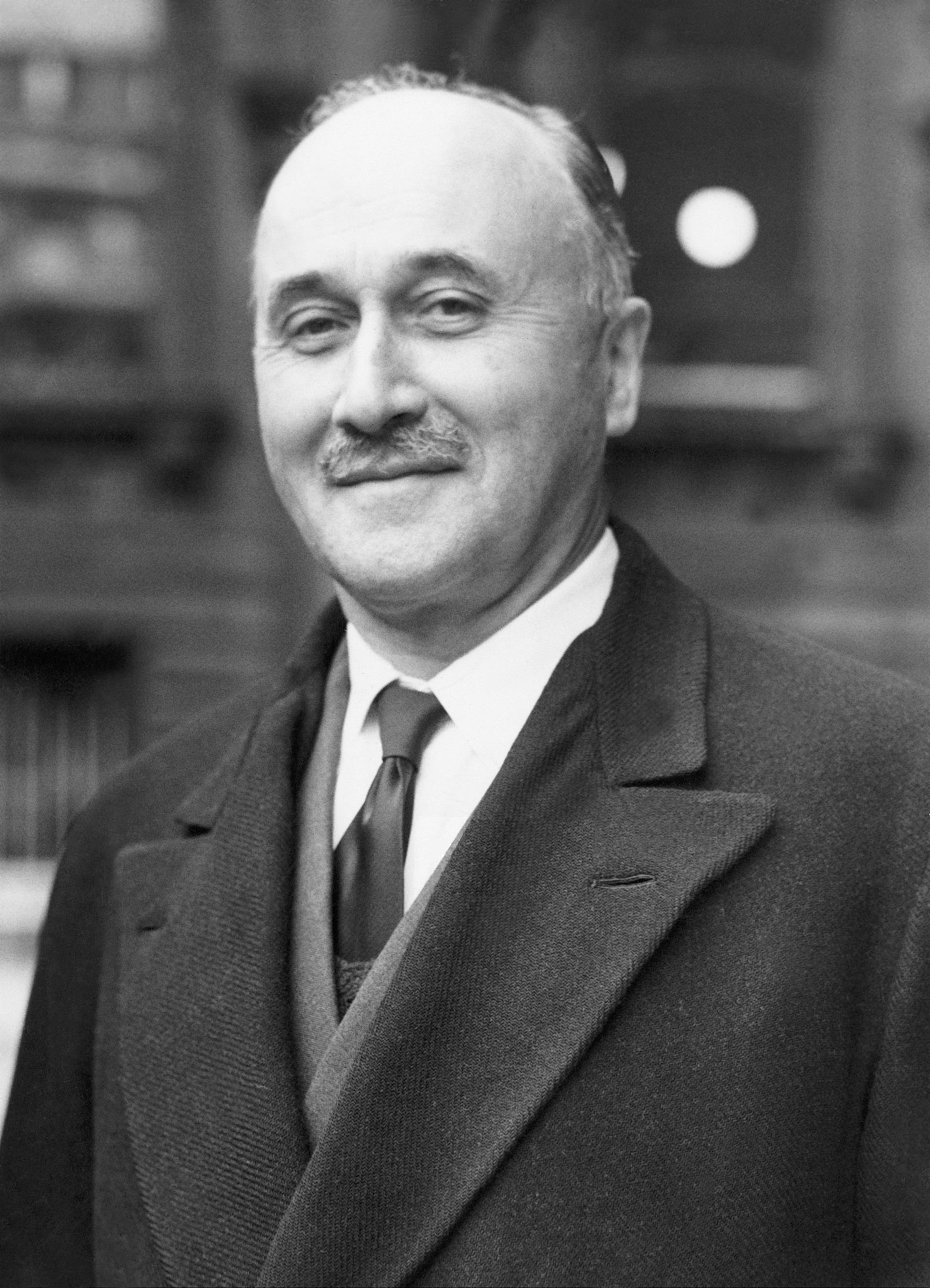
장 모네

제2차 세계대전 이후 전후 재건의 필요성이 제기되자, 프랑스는 경제 회복과 재건을 위한 재정비 계획을 수립했다.:38 이 계획은 흔히 모네 플랜(Monnet Plan)이라 부르는 사업으로, 훗날 유럽 석탄 철강 공동체를 주창한 장 모네 프랑스 경제기획원장이 추진한 계획이었다. 이 사업의 정식 명칭은 1946년 1월 3일 공표한 〈현대화 및 설비 계획〉으로, 프랑스 경제를 현대화하기 위한 혼합경제 방식의 경제 성장 프로젝트였다.
모네 플랜은 확장·현대화·효율성·현대적 경영 관행을 강조했다.:280 이 원칙에 따라 국가와 기업은 투자 목표를 설정하고 투자 자금을 할당했다.:280:38 이 계획의 집중·우선순위 지정·정부의 경제 성장 방향 제시 원칙은 소비에트 연방식 계획 경제와 다르기 때문에, 지도주의 또는 '지표 계획'이라는 표현을 사용했다.:29–32 이 '지표 계획'은 일종의 프랑스식 계획경제로, 국가는 주요 방침을 계획하고, 민간은 이 방침에 따라 자유시장 원리에 따라 자율적으로 집행하는 방식을 의미한다.

## 계획의 배경과 그 근거
제2차 세계대전 직전과 직후 프랑스 경제는 경기 침체에 시달리고 있었고, 전쟁 피해도 겪게 되었다.:39 실제로 종전 직후 실질 국민 소득은 1929년의 절반 수준에 불과했다.:233 또한 부진한 투자로 인해 프랑스의 노동생산성은 미국의 3분의 1 수준에 불과했는데, 예를 들어 프랑스에서는 200명당 트랙터가 1대씩 있었는데, 미국에서는 43명당 트랙터가 1대씩 있었다.:234
모네 플랜의 목표는 투자 증대와 경제 현대화였다.:234 경제 현대화를 위해 경제 체제와 의식을 개혁하는 것도 모네 플랜의 목표였다.:38 예를 들어, 농업의 기계화를 촉진하는 것이 있었다.:259
또한 프랑스 공화국 임시정부도 이에 발맞춰 1944년 3월 15일 레지스탕스 전국평의회가 주창한 강령에서 프랑스 경제의 혁신과 노동운동 조직화·사회보장제도 정착 등을 강령으로 채택한 상황이었고, 이에 발맞춰 경제·사회적 개혁이 함께 추진되었다.

## 모네 플랜의 시행

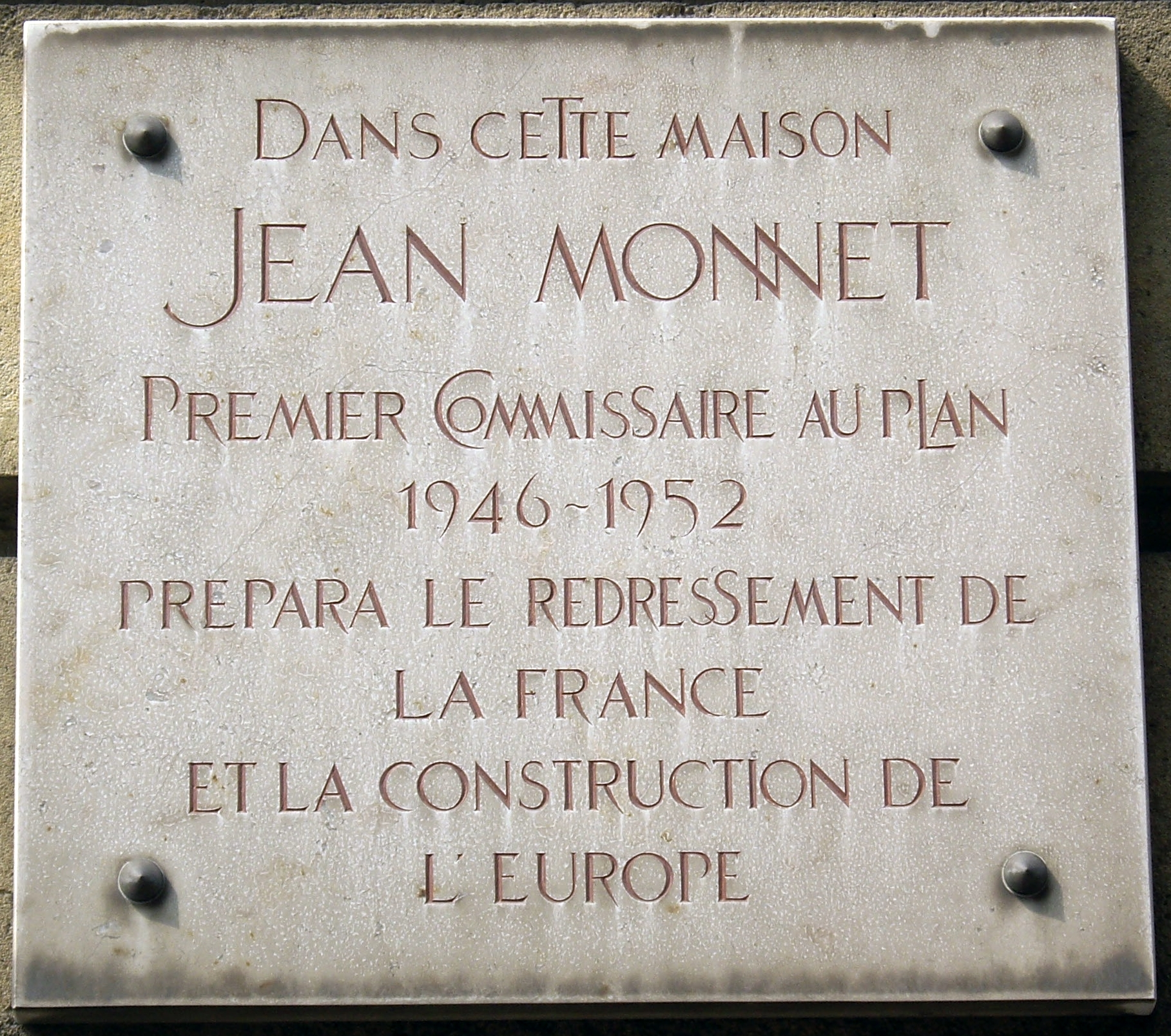
프랑스 파리 마르티냑 거리 18번지, 장 모네는 이곳에 청사를 둔 경제기획원에서 1946년부터 1952년까지 원장을 맡으며 프랑스의 회복과 유럽 재건을 기획했다.

모네 플랜을 기획한 종합계획위원회는 1946년 1월 3일 프랑스 임시정부 주석 샤를 드골의 지시에 따라 설립되었다.:152 모네 플랜의 공식 목표는 프랑스의 경제 생산력 증대, 무역에서의 우위 확보, 생산성 향상, 프랑스 노동자의 완전고용, 생활수준 개선이었다.
모네 플랜의 목표를 달성하기 위해 석탄·철강·전기·철도 운송·시멘트·농기계 등 6대 중요 목표 사안부터 시작하여 당시 프랑스가 사용할 수 있는 자원과 역량을 기반으로 1950년에 달성해야 할 생산량 및 기타 목표를 설정했다.:247 이후 석유·화학·합성 비료·합성 섬유·조선 산업에서의 목표도 추가되었다.:38
모네 플랜 실행 초기, 목표는 설정되었지만 집행 방법론은 없었다.:151 그러나 초기 6개 목표 산업 중 3개인 석탄·전기·철도 분야의 국유화가 추진되었고 다른 분야에서도 국유화 논의가 오갔다.:280 실제로 1946년 4월 8일 프랑스 전력공사가 출범했다. 철강 산업에서는 정부가 업계 내부의 합병과 구조조정을 조건으로 철강 업계에 보조금을 지원했다.:280:162–163 대신, 모네 플랜은 6대 기본 산업이 아닌 석유·제약·자동차와 같이 시장과 자본이 자연스럽고 빠르게 성장할 수 있는 분야를 제어하고 통제하려는 시도는 실행되지 않았다.:162
모네 플랜의 실행 중심은 경제기획원이였다.:237, 243 경제기획원은 재계에 기획원의 방침을 전달하고 이를 통해 일반 대중에게 경제 정책을 홍보하는 것이 목표였지만, 또한 정보의 원천이기도 했다.:247:282–283 1946년 경제기획원 산하 18개 각종 위원회에는 1000여명 이상의 위원들이 참여했다.:246–247 각 위원회 위원들은 각 분야에서 고루 안배하는 원칙으로 선임되었다. 예를 들어, 전기위원회에는 재계 6명·노동계 3명·사무직 2명·전문가 5명·공무원 4명 등 22명의 위원이 선임되었다.:248
모네 플랜의 기획 및 실행 과정에서 중요한 지점은 공산당 계열 노동조합·기독교 계열 노동조합·농민조합·프랑스 전국고용주협의회 기업인들의 동의를 얻어 각 위원회가 구성되고 실행되었다는 점이다.:261 예를 들어, 주 48시간 노동제 원칙이 훼손될 수 있었기 때문에 각 위원회의 조정이 매우 필요했다. 관계자들이 승인하지 않았다면 실행에 애로사항이 발생하였을 것이고, 경제 회복에 있어서 중요한 역할을 맡았다.:261

## 모네 플랜의 행정 관리
장 모네는 경제기획원을 경제 부처 중 하나가 아닌 총리실에 산하에 편제하게끔 했다. 모네는 부처 간의 불필요한 마라톤 협상을 피하고 싶었고, 안정적 실행이 필요하다면 사퇴할 방안도 검토한 적이 있었다.:245 예르긴과 스타니슬라프는 이것이 훌륭한 행정 조치였으며 정가에서 제기되는 변덕스러운 논란으로부터 경제 정책을 분리하는 성공했다고 평가했다.:29–32
수백 명이 경제기획원에서 근무했지만, 경제기획원 직원은 규모가 작았고 고위공무원도 35명을 넘지 않았다.:241:282 하지만 경제기획원 관료들은 "파리에서 가장 창의적인 팀"이라는 평가를 받았다.:153 경제기획원에서는 이후 프랑스 총리를 역임한 펠릭스 가이아르·훗날 유럽 경제 공동체 설립자 중 한 명인 로베르 마르졸랭과 그 외에도 에티엔 히르쉬·피에르 우리·폴 델루브리에 등 프랑스와 유럽을 주도한 인사들이 배출되기도 했다.:153

## 외자 유치의 성과
자본 투자는 모네 플랜의 핵심이었다. 그래서 연간 국민 소득의 약 24%를 투자하는 것을 목표로 했다.:161 프랑스의 생산력은 이미 저조했기 때문에 소비 억제를 최소화하기 위해 프랑스 정부는 자본 및 장비 수입 자금 조달을 위한 외자 유치를 추진했다.:238 1946년 3월, 프랑스 대표단이 미국 워싱턴 DC를 방문했다.:158 프랑스 사절단은 프랑스 경제기획원이 제안한 《1946년 초 프랑스의 경제 및 재정 상황에 대한 통계 검토》보고서를 미국에 제시했다.:279 이 보고서는 프랑스의 방침을 요약하고 미국의 차관이 어떻게 사용될지를 구상한 내용이었다.:250 또한, 이 보고서는 프랑스어판과 함께 미국 의회를 겨냥해 영어판도 함께 작성되었다.:279
1946년 5월 28일, 프랑스 정부는 미국 정부와 약 10억 달러 상당의 신규 차관과 세계 은행과 국제부흥개발은행으로부터 5억 달러의 차관 지원을 받기로 합의했다.:159:254 그러나 프랑스가 요청한 30억 달러보다는 적었다.:158 이러한 미국의 지원이 적었음에도 모네 플랜 추진에는 지장이 없었고, 1946년 11월 27일 〈현대화 및 설비 계획〉이 프랑스 정부에 정식으로 제출되었다.:257–258, 260:161
모네 플랜은 단기 긴축 조치를 실행했지만, 소비 지출 활성화를 공약했다.:264 그러나 1947년, 인플레이션·가뭄·150년 만의 흉년으로 인해 프랑스는 생활필수품 생산에도 지장을 초래할 위기에 직면했다.:264 미국은 유럽의 암울한 전후 상황을 예의주시했고, 1947년 6월 5일 조지 마셜 미국 국무장관은 "향후 3~4년간 외국 식품 및 기타 필수 제품(주로 미국산)에 대한 유럽의 요구 사항이 현재 지불 능력보다 훨씬 커서 상당한 추가 도움이 필요하지 않으면 매우 심각한 성격의 경제적, 사회적, 정치적 악화에 직면해야 한다"고 말했다. 10개월 후인 1948년 4월 3일, 미국은 마셜 플랜을 추진하게 되었다. 마셜 플랜에 따른 원조는 50개월에 걸쳐 진행되었으며, 1952년 먀셜 플랜 종료 시점에 맞춰 2년 더 연장되었다.:259
마셜 플랜에 따른 미국의 대 프랑스 원조는 30억 달러 미만이었지만,:269 이 원조 자금은 모네 플랜 추진에 대부분 사용되었다.:173 미국의 원조 자금은 원자재 및 수입 기계를 구입하는 데 사용되었으며, 프랑스에서는 프랑화로 판매되었다. 이때 사용된 프랑화와 대충자금은 프랑스 정부에서 다시 사용했다.:172–173 1949년과 1950년에 모네 플랜을 추진하기 위한 50%~90%의 자금이 이 대충자금에서 지출되었다.:269–270 1948년부터 1952년까지 미국의 원조는 프랑스 내 전체 투자의 20%를 차지했으며, 그 영향으로 대형 제철소 건설 투자와 같이 다른 방식으로는 불가능했을 일부 프로젝트를 진행하는 원동력이 되었다.:173

## 모네 플랜의 목표 및 영향
모네 플랜의 목표는 야심찼다. 초기 목표는 1948년까지 제2차 세계대전 발발 직전인 1938년 생산량 수준에 도달하고, 1949년까지는 1929년 수준을 회복하고, 1950년까지 1929년보다 25% 더 성장하는 것이 목표였다.:248–249:157 진행 결과 계획을 모두 달성한 것은 아니었지만, 예르긴과 스타니슬라프는 이 계획이 중요한 시점에 "침체된 국가에 규율·방향· 비전·자신감·희망을 제시했다"라고 평가했다. 그리고 1950년대 이후 진행된 프랑스의 경제 성장을 의미하는 영광의 30년의 기반이 되었다.
모네 플랜은 1950년 5월 9일 공개된 장 모네가 기획하고 로베르 쉬망 프랑스 외무장관이 제안한 쉬망 선언의 기반이 되었다.:304–305:1 제2차 세계대전 이전 프랑스는 세계 최대 석탄 수입국이었으며:164, 모네 플랜은 독일산 석탄 수입을 염두에 두고 있었다.:164 전쟁 이후 독일산 석탄이 독일 시장에 유리하게 공급되어 독일 경제 재건의 원동력이 될 것을 우려해,:163–164 로베르 쉬망은 석탄 및 철강 회사가 카르텔 역할을 하여 국내 시장의 공급을 제한하는 것을 방지하게끔 했다.:1 쉬망 선언의 방침은 그래서 시장의 통합과 생산 확대였다.:1 "이렇게 성립한 산업 연합체는 프랑스와 독일 간의 전쟁 위기를 제어"할 수 있기 때문에 이것은 유럽 평화에 기여할 것이라고 내다봤다.:1 쉬망 선언은 유럽 석탄 철강 공동체의 창설로 이어졌고, 이를 통해 1958년 유럽 연합의 전신인 유럽 경제 공동체 설립의 기반이 되었다.
모네 플랜은 프랑스 경제기획원에서 첫 구상을 한 이후, 2006년까지 프랑스 경제 성장 계획을 추진했고, 이후 2006년부터 2013년까지 프랑스 국가전력분석원, 2013년 이후 프랑스 국가전략원으로 모네 플랜의 후속 계획 수립 및 기획 기능이 승계되었다.

## 같이 보기
- 마셜 플랜
- 장 모네
- 쉬망 선언
- 영광의 30년